# Herophydrus obsoletus
Herophydrus obsoletus är en skalbaggsart som beskrevs av Régimbart 1895. Herophydrus obsoletus ingår i släktet Herophydrus och familjen dykare. Inga underarter finns listade i Catalogue of Life.